# Praia de Santa Rita (ilha do Príncipe)
A Praia de Santa Rita é uma praia do Arquipélago de São Tomé e Príncipe, localiza-se a Norte da ilha do Príncipe entre a Praia das Burras e o Ilhéu Bombom próxima à foz do Rio Peixoto.